# Phrynarachne fatalis
Phrynarachne fatalis es una especie de araña cangrejo del género Phrynarachne, familia Thomisidae. Fue descrita científicamente por Octavius Pickard-Cambridge en 1899.

## Distribución
Esta especie se encuentra en Sri Lanka.

## Tratamiento taxonómico
La especie aparece registrada y publicada en On some new species of exotic Araneidea. Proceedings of the Zoological Society of London 67(2): 518–532, pl. 29–30.